# Ferdinando Ardengo Maffia
Ferdinando Ardengo Maffia (Bari, 10 aprile 1935 – Bari, 20 febbraio 1999) è stato un giornalista italiano, giornalista de La Gazzetta del Mezzogiorno.

## Biografia
Ferdinando Ardengo Maffia, meglio conosciuto come Dino Maffia, iniziò a praticare il giornalismo sin da giovanissimo, a 16 anni, e, dopo gli studi classici, vi si dedicò a tempo pieno come corrispondente per il Corriere della Sera e La Gazzetta del Mezzogiorno.
La passione per il giornalismo lo ha portato a collaborare in un crescendo professionale, con una serie di testate, dalla Domenica di Puglia, all'Agenzia Italia (AGI), al Corriere della Sera. Ne La Gazzetta del Mezzogiorno ha salito tutti gli scalini di una carriera conclusa con la promozione ad assistente del direttore. Come capo redattore ha gestito uno dei momenti di massima espansione delle edizioni locali.
Giornalista in prima linea quando la "Guerra Fredda" fece tappa in Puglia. Dino Maffia curò il racconto di una singolare storia avvenuta nell'Italia del 1963, in una Puglia dove l'incidente di un Mig guidato da un giovane pilota bulgaro si trasformò in un caso "diplomatico".

## Scritti vari
Cura per il Corriere della Sera l'inchiesta sullo sfruttamento minorile nel Mezzogiorno: La tratta dei calzoni corti. L'inchiesta è stata poi pubblicata nel "L'Italia, il mio paese/2" -1ª ediz. 1976.-Istituto Italiano Edizioni Atlas.

## Riconoscimenti e Premi
Nel 1989 vince il Premio Hemingway per il giornalismo assieme a Carlo Rossella e Sergio Gervasutti. Motivazione del premio: Per la sua appassionata ed intelligente capacità di costruttore di giornale, fornendo con alta professionalità esempi che costituiscono una vera e propria scuola per i giovani.